# طائر الشوك مخطط المقدمة
طائر الشوك مخطط المقدمة (الاسم العلمي: Phacellodomus striaticeps)، هو نوع من الطيور يتبع جنس طائر الشوك ضمن فصيلة الفرنارية ضمن رتبة العصفوريات. تستوطن الأرجنتين وبيرو وبوليفيا.